# Озеро (Алапаєвський міський округ)
О́зеро (рос. Озеро) — селище у складі Алапаєвського міського округу (Алапаєвськ) Свердловської області.
Населення — 52 особи (2010, 59 у 2002).
Національний склад населення станом на 2002 рік: росіяни — 76 %.